# Циотта, Джованни ди
Джованни ди Циотта ( Giovanni de Ciotta) (24 апреля 1824, Риека, Венгрия — 6 ноября 1903, Ловран, Италия) был самым успешным градоначальником города Риека.

## Биография
Его отец Лоренцо Циотта переехал из Ливорно, Италия, в Риеку, где стал самым влиятельным торговцем леса и женился на Адрияне Марии Адамич (хорв. Adrijanom Marijom Adamić), одной из дочерей Андрея Людевита Адамича (хорв. Andrije Ljudevita Adamića), одного из самых влиятельных людей в Риеке начала XIX века. У них родился сын, первенец, Джованни ди Циотта.
После окончания начальной и средней школ Джованни ди Циотта поступает в Военную академию в Вене. Будучи офицером австрийского инженерного корпуса, во время революционного 1848 года и в 1849 году воевал в Италии, а затем проходил военную службу в Вероне и Венеции. После поражения австрийской армии в битве при Сольферино в 1859 году покинул армию, вернулся в родной город Риека и начал успешную политическую карьеру.

## Политическая направленность
Две основные детерминанты его политической деятельности: борьба за автономию Риеки и преобразование небольшого приморского города в средне-европейский, космополитический город.
Учитывая, что в конце XIX века Италия по-прежнему была значительно удалена от Риеки, Джованни ди Циотта продвигал борьбу за автономию города через более тесную связь Риеки с Венгрией. Таким образом, хотя он мог бы выступать и в хорватском Парламенте, его более важной целью было принять участие в Венгерском парламенте, что ему удалось в 1869 году, когда он стал делегатом в Венгерском парламенте, как гражданин Риеки. В том же году Джованни ди Циотта стал главой «Associazione Politica Club Deak», — это местное отделение Венгерской либеральной партии и, как таковая, первая современная партийная организация в Риеке.

## Мандат градоначальника (1872—1896)
В 1872 году Джованни ди Циотта берет на себя обязанность градоначальника Риеки.

### Создание генерального градостроительного плана и урбанизация Риеки
Первым значительным решением Циотта, как градоначальника Риеки, было создание генерального градостроительного плана. Это доказывает, что он систематическим и плановый образом подошёл к развитию города. План был завершён в 1874 году, сохранился и сегодня находится в архиве Института градостроительства.

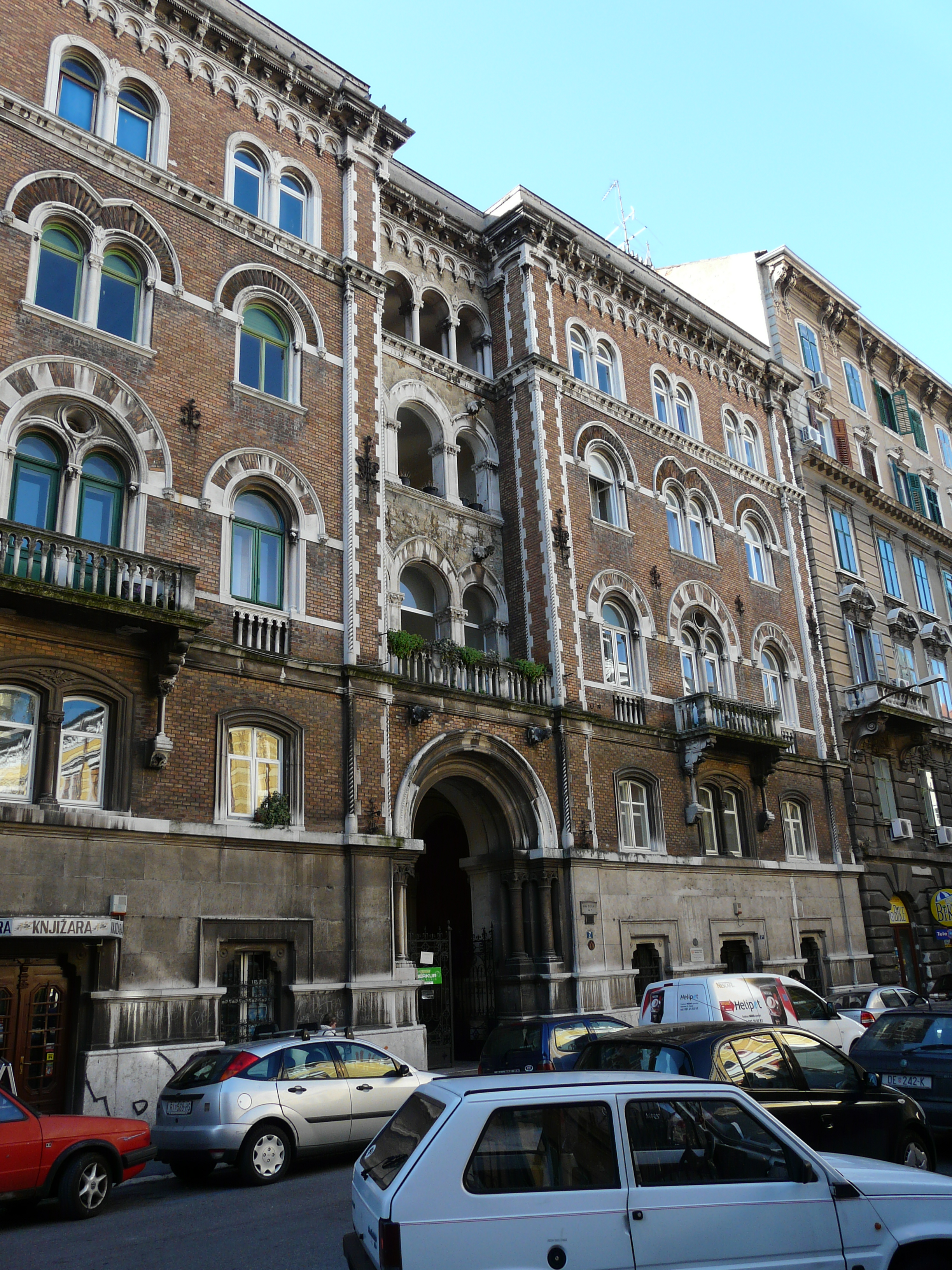
Венецианский дом в Риеке.

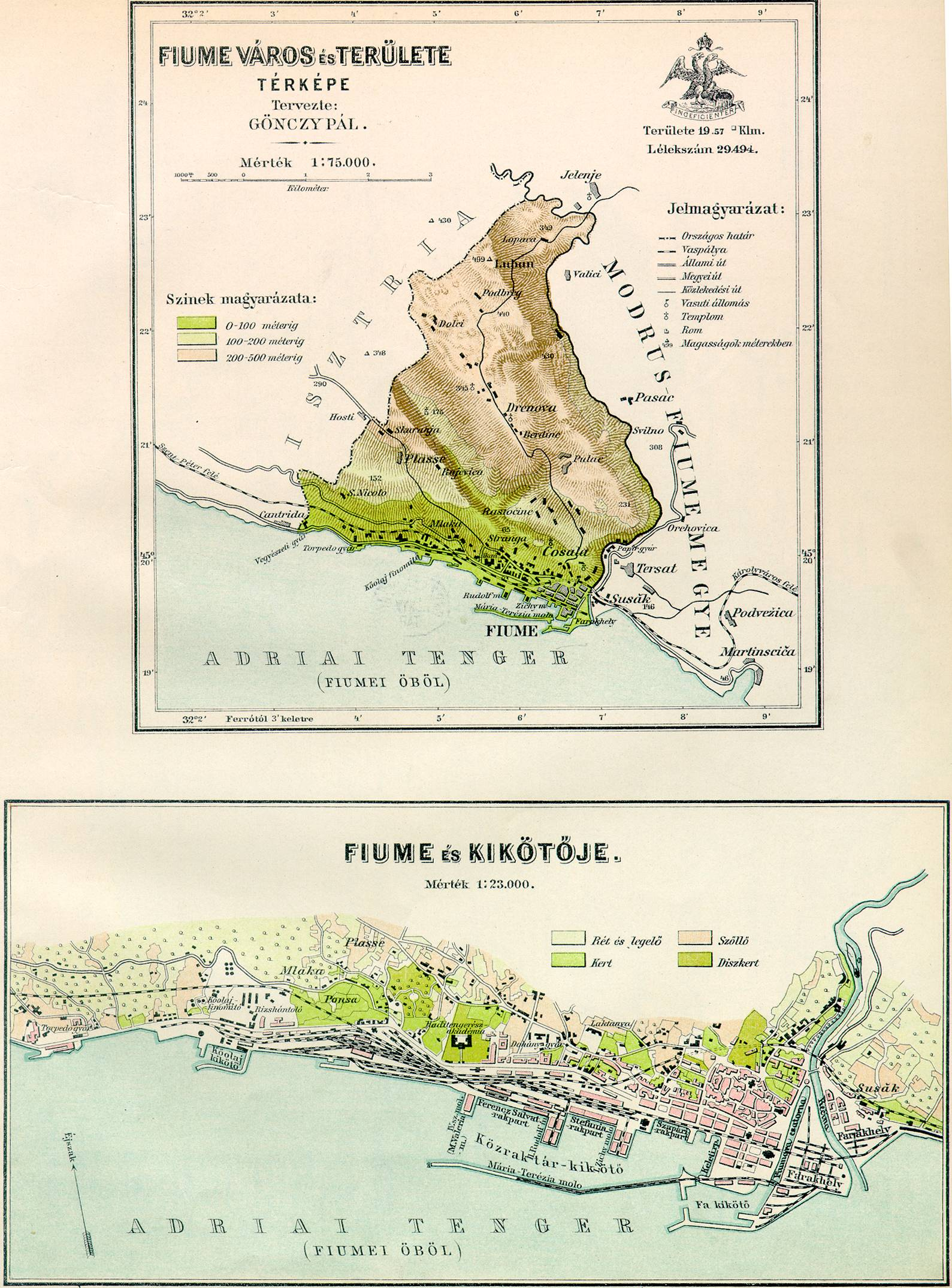
Карта Риеки около 1890 года, времён губернаторства Джованни ди Циотта.

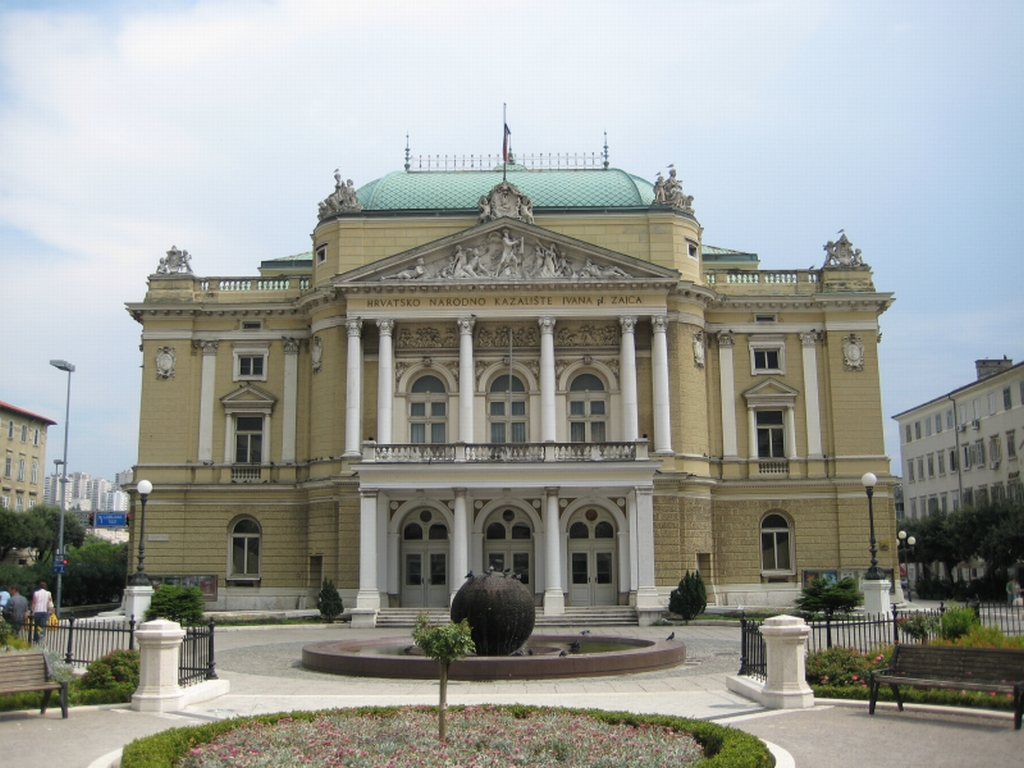
Хорватский национальный театр имени Ивана Зайца

Предусмотрел большое насыпание побережья Риеки и строительство причалов, железнодорожного вокзала, что стало его основными творениями и заслугой. Тем не менее, планируется дворец Губернатора, новая ратуша и большой Городской музей, никогда не реализуются. В соответствии с этим планом, дворец Губернатора должны были построить на месте сегодняшней Капуцинской церкви (построена в 1904—1929 годах) на площади Жабице (хорв. Žabice) и вплоть до места, где сегодня стоит Небоскрёб Риеки (построен в 1939 году). Однако, дворец Губернатора построили в другом месте и в значительно меньших габаритах. Новая ратуша должна была стать еще больше по сравнению с планируемым дворцом Губернатора и занять район от сегодняшних Krešimirove улицы до Морского факультета. Между этими планируемыми дворцом Градоначальника и Новой ратушей планировали строительство монументального Городского музея. Удалось возвести парк на Mlaci и новый театр, сегодня Хорватский национальный театр имени Ивана Зайца.
Новый театр Риеки был построен в 1885 году в соответствии с проектом бюро «Fellner и Helmer» из Вены и под наблюдением архитектора Джакомо Замматтио (ивр. Giacomo Zammattio‎). Именно Замматтио был для Циотта найважнейшей вспомогательной фигурой в архитектурном преображении Риеки. Были спроектированы дворец семьи Плоеч (хорв. Ploech) на Жабици (хорв. Žabici), улица Долац (хорв. Dolac) со зданием для владельца завода «Торпедо» Роберта Уайтхэд, Венецианский дом, Начальная школа для мальчиков (сегодня Итальянская гимназия) и Начальная школа для девочек (ныне Университетская библиотека), здание Филодрамматики (хорв. Filodrammatice) на Корзо, павильон рынка и здание на Брайде (хорв. Brajdi)… Градоначальник Циотта и архитектор Замматтио были гораздо успешнее и продуктивнее для города Риека, чем тогдашние губернатор и архитекторы государственных проектов.
Кроме Замматтио важную роль в отстаивании точки зрения Джованни Циотта играли отличные эксперты, которые заседали техническом офисе города во главе с инженером Исидор Ваучинг (хорв. Isidor Vauching), и многочисленные помещики и промышленники, такие как английский промышленник Роберт Уайтхэд, австрийский механик Аннибал Плоеч (хорв. Annibal Ploech), словенский промышленник Иосиф Горуп (хорв. Josip Gorup) и хорватский производитель Гиюр Ружич (хорв. Gjur Ružić). Это были довольно процветающие граждане, которые стимулировали исторические идеи для общественного блага и общего прогресса и выполняли роль покровителей искусств, демонстрируя культурную политику и внешний вид города путем инвестирования собственного капитала в строительство отелей, жилых зданий, банков, школ.
Джованни Циотта, как один из состоятельных граждан Риеки, имел значительную художественную коллекцию с археологическими находками и картинами старых мастеров. Несмотря на то, что его коллекция не проявила достаточного интереса для создания запланированного большого Городского музея, он всё же основал в 1876 году Комиссию по созданию музея, которая должна была разработать программу работы музея. В том же году был основан музей естественной истории, а в 1893 году был открыт Городской музей, но не в том объёме, в котором был намечен разработанным планом. Во время правления Циотта были выставлены две большие коллекции произведений искусства, открылась библиотека, и основали наиважнейшее культурное объединение в городе — «Литературный круг» (хорв. „Književni krug“).
Во время военной службы Циотта познакомился с Джона Лёрд (англ. Johna Learda), жителя Риеки английского происхождения. В сотрудничестве с Лёрдом Циотта разрабатывает «Генплан» (итал. “Piano regolatore”) комплексной урбанизации города; план коммерческой модернизации города, согласно которому планируется достичь в основном демонтаж большинства старых зданий и дорог и строительство новых плановых зданий и дорог, как это было сделано в Будапеште, Париже и многих других городах в то время. В 1891 году был завершён «Акведук Циотта» ( “Acquedotto Ciotta”) усовершенствованный канализационной и водопроводно-канализационной системой.

### «Идиллия»
Во время губернаторства Циотта промышленность в городе стремительно развивается, трафик в порту активно растет, все экономические субъекты имеют очень успешный бизнес. Город становится привлекательным для капитала со всей Европы, а с капиталом в город приходят и его инвесторы. Всё это приводит к всеобщему процветанию Риеки, особенно в период с 1875 по 1890 года, которые считаются «золотыми годами» губернаторства Циотта, позже названные «Идиллия».
Открыт первый нефтеперерабатывающий завод (НПЗ) в этой части мира, который до начала XX-го века стал крупнейшим НПЗ во всей Австро-Венгерской Монархии и удовлетворял 30 % ее потребностей.
В 1873 году Риеку связали железнодорожных полосами через Любляна и Загреб с Веной, и Будапештом, а с 1874 года и с Триестом. Развитие железнодорожных путей привело к процветанию порта. Было создано акционерное пароходное общество, несколько финансовых учреждений, среди которых важное место занимал банк Риеки основанный в 1871 году.
Через 3 года после отставки Джованни Циотта электрический трамвай начал перевозить людей вдоль всего города Риека, — это на 11 лет раньше, чем подобные трамваи начали ходить в Загребе. О значимости Риеки в то время свидетельствует и тот факт, что в городе было свыше 20 консульств, а также более 20 отелей, гораздо больше, чем в соседней и тогда современной Опатии. Один из самых узнаваемых символов города становится производство торпед, которые в с течение времени совершенствовали и вывозили во все страны, которые создавали мощный военно-морской флот.
Во время градоначальницкого мандата Циотта губернаторами города Риека были: сначала Иосиф Зычный (хорв. Josip Zichy), затем граф Геза Жапари (хорв. Geza Szapary), граф Августин Зычный (хорв.  Augustin Zichy) и на нопоследок с 1892 года графа Лайош (Людевит) Баттьяни.

### Отставка
Джованни ди Циотта подал в отставку в 1896 году, когда венгерский премьер-министр Дежё Бафни начал проводить централизованную политику в отношении Риеки, а Циотта был против. В результате такой политики венгерского премьер-министра в 1896 году была создана Автономная партия видным местным политиком Мишелем Мэйлендер (хорв. Michel Maylender) и финансирующим партию промышленником Луи Оссоинач (хорв. Lui Ossoinac), а также был положен конец правлению либеральной партии Венгрии в Риеке, так как с 1897 года градоначальником Риеки был избран Мэйлендер.
До конца жизни, 6 ноября 1903 года, Джованни ди Циотта жил на своей вилле в Ловране.

## Заключение
Несмотря на то, что о Джованни ди Сиотта регулярно пишут, как о самом успешном градоначальнике (мэре) Риеки, необходимо всё-таки поправить в исторический контекст, и, следовательно, частично привести его к реальности.
Несомненно, что во время градоначальництва Джованни ди Сиотта Риека претерпела значительных изменений, расширения и развития не только в городских, но и в политическом и экономическом плане. Риека в конце XIX и в начале XX веков, вплоть до Первой мировой войны была космополитическим городом, который привлекает многих инвесторов, богатых людей, также из-за развития промышленности тысячи рабочих от почти всей Европы. Только за двадцать лет, с 1880 до 1900 года, количество населения выросло почти в два раза, с 20 981 до 38 955 жителей. Промышленность имела постоянный и значительный рост, в городе были построены множество известных зданий, которые и сегодня являются наиболее важными достопримечательностями города Риека. Кроме хорватского и итальянского на городских улицах ежедневно можно было услышать много других языков: венгерский, немецкий, английский, словенский, чешский, словацкий, сербский, французский, польский, румынский и другие. Риека, со своим взором на свой специфический статус, стала первостепенным политическим вопросом для Австро-Венгерской монархии.
Однако, не всё вышеуказанное было заслугой только градоначальника Джованни ди Циотта.
Во-первых, и до вступления в должность градоначальника в Риеке уже были стандартные точки зрения во всех этих областях. Еще в середине XIX века промышленность Риеки составляла аж 50 % от всей промышленности Хорватии. В Риеке было 12 верфей, 5 железо-плавильных предприятий, фабрики химических продуктов, мыла, свечей, газа, почти 100 мельницы для зерна, в том числе первая паровая мельница в Хорватии, 4 фабрики макаронных изделий, наибольшая во всей Австро-Венгерской монархии фабрика табака, большая фабрика по производству бумаги, 4 кожевенных фабрики, 2 типографии, 3 жаровни, также много лесопилок в районе Горски-Котар, а вывозили дерево через порт Риека. Таким образом, и без помощи Циотта развитая промышленность Риеки сама генерировала дальнейшее развитие города.
Кроме того, Риека имела определенное место в Хорватии, — она была выделена из Хорватии в подчинение Венгрии, как «отдельный корпус» (итал. „corpus separatum“). А Венгрия длительный период времени, по образцу Австрийского Триеста, старалась в Риеке создать венгерский порт. Поэтому в город из Венгрии поступали значительные финансовые и материальные ресурсы для развития города и порта, а также для транспортной инфраструктуры, которая связывала Риеку внутри-государственными путями.